# ابن حاجب
ابوعمرو عثمان بن عمر دوینی شهرت‌یافته از روی پیشهٔ پدری‌اش به ابنِ حاجِب الکردی (۱۱۷۵-۱۲۴۹م) (نسب: جمال‌الدین عثمان بن عمر بن ابی‌بکر بن یونس) فقیه، ادیب و نحوی مصری بود. 